# Acacia peuce
Acacia peuce är en ärtväxtart som beskrevs av Ferdinand von Mueller. Acacia peuce ingår i släktet akacior, och familjen ärtväxter. Inga underarter finns listade i Catalogue of Life.